# Piemontès
El piemontès o piemontés (piemontèis: [pjemʊŋˈtɛjz]) és una llengua neollatina parlada al nord d'Itàlia, a la regió del Piemont (províncies de Torí, Cuneo, Alessandria, Asti, Vercelli i Biella), on també, a més de l'italià, es parla occità vivaroalpí, francoprovençal i alamànic (walser).
Parlants: uns 3 milions i mig, segons algunes informacions. Els parlants d'occità i francoprovençal de la regió són majoritàriament, sembla, també competents en piemontès.

## Característiques

### Fonologia
Variacions fonètiques principals que s'han produït en el pas del llatí al piemontés:
- Palatalització de la u (llatí lumen - piemontès lüm).
- Pèrdua de vocals finals tret de les a (llatí subito - piemontès subit).
- En els infinitius les a passen a e (llatí cantare - piemontès canté).
- Simplificació de les geminades (llat. caballu - piemontès caval)

Molts dels canvis fonètics que ha sofert el piemontès també s'han produït en el gal·ló (a la Bretanya francesa).

## Estatut legal
Del piemontès, com a llengua gal·loromànica, se'n parla ja en una resolució del Consell d'Europa (doc. 4745/12.10.81). Hi ha una llei regional del Piemont que reconeix el piemontès, la primera versió de la qual és de l'any 1990, i que preveu l'ensenyament facultatiu d'aquesta llengua a l'escola (n. 37/97). El parlament piemontès, el 12/10/99, va protestar per unanimitat, llevat de l'abstenció d'un sol diputat de Refundació Comunista, per la manca de reconeixement de l'idioma propi per part de l'Estat italià.

## Ensenyament
La Llei regional núm. 26 del 10 d'abril de 1990, en l'article 3 (Conoscenza e diffusione del patrimonio linguistico regionale), apartat 1.a, diu que la Regió afavoreix l'ensenyament i l'aprenentatge del patrimoni lingüístic propi. Aquesta norma fou modificada per la Llei regional núm. 37 de 17 de juny de 1997 que en l'article 3.1.b garanteix que facultativament, almenys una hora a la setmana, els alumnes dels diferents nivells puguin rebre cursos d'història, cultura i llengua piemontesa, occitana, francoprovençal i walser, a càrrec dels pressupostos regionals. També, la regió es farà càrrec de la formació del professorat en aquestes matèries.

## Normativització
La gramàtica normativa més usada, que codifica la grafia tradicional adoptada per la majoria d'escriptors actuals, és la Gramàtica piemontèisa (1967) de Camillo Brero (Milo Bré), de la qual també existeix una versió en italià. Tot i així, la discussió sobre la grafia del piemontès és encara una qüestió viva i polèmica, entre altres coses, per la influència de l'ortografia italiana, l'única que coneixen una bona part dels piemontesos.
El piemontès comú és una koiné que pren com a base el dialecte de Torí, la capital, amb aportacions de la resta de parlars. La primera codificació coneguda és la Gramatica Piemontese (1783) de Maurizio Pipino. El 2006 s'ha publicat la guia de conversa Il Piemontese in Tasca (El piemontès de butxaca) a la casa Assimil Italia (ISBN 88-86968-54-X).

## Característiques gramaticals

### Fonètica
- El grup llatí de les oclusives -CT esdevé –it-, com en occità i francès: NOCTEM > neuit; LACTEM > làit.
- Les consonants llatine oclusives no sonors /p/, /t/, /k/, pateixen un afebliment o fins cauen: FORMICAM > furmìa; APRILEM > avril.
- Els nexes sil·làbics CE- CI- GE- GI-, que en llatí són velars /k/-/g/, esdevenen fricatives alveolars /s/: CINERE > sënner; CENTUM > sent; o fins africades alveopalatals /dz/: GINGIVA > sansivia.
- S'empra la ë prostètica (com en altre temps la i- en italià, avui desueta) davant tots els mots començats per s + consonant o grups consonàntics difícils, si la paraula precedent termina amb consonant: sinch ëstèile (cinc estels); quatr ëfnoj; i son ëstàit (han estat).

### Morfologia i sintaxi

#### Substantius i adjectius
- Tret d'algunes excepcions, el singular i el plural dels noms masculins són idèntics: ël cit / ij cit (el nen, els nens); ël prèive / ij prèive.
- Els plurals femenins deriven de l'acusatiu llatí (com en francès, català, espanyol, etc.) no del nominatiu (com en italià i els seus dialectes).
- En les proposicions comparatives, per expressar el segon terme de comparació s'usa “che” i no “di”: cost lìber a l'é pì bel che‘l tò (aquest llibre és més bonic que el teu).
- Els adjectius numerals ordinals s'aturen a sest o setim (setè), i també s'empra la forma col che a fa neuv (el que fa nou).

#### Pronoms personals
- La frase piemontesa afirmativa usa obligatòriament el pronom personal subjecte àton (amb o sense presència del pronom personal subjecte tònic), la qual cosa origina una estructura gramatical aliena tant a l'italià com al francès (Mi) i son (jo sóc).
- En les formes interrogatives pot ésser utilitzada una partícula interrogativa enclítica (i en aital cas en general desapareix el pronom verbal) Veus-to deje deuit a sossì? (que vols arranjar això?).
- Per expressar els casos locatiu i datiu s'afegeix sovint partícules datives i locatives als pronoms verbals I-i son ansima; I-j diso; si bé la pronunciació sovint varia de manera a penes perceptible, la diferència entre locatiu i i datiu j s'expressa en la forma escrita.
- Sovint el pronom personal objecte és redoblat. Ex: m'ha dit = am ha dime.
- Els complements clítics en els temps composts es posposen al verb: i l'hai faje (li/els he fet); a l'ha dijlo (li ho ha dit).

#### Pronoms i adverbis interrogatius
- Les interrogatives introduïdes per adverbi o pronom sovint requereixen l'ús del pronom “che”. Igualment els adverbis i pronoms de les frases afirmatives: chi ch'a l'é? = qui és?; quand ch'i rivo = quan arribo; chi ch'a l'ha dimlo = qui m'ho ha dit.

#### Verbs
Verb ser :
i son, it ses, a l’é, i soma, i seve, a son
Verb haver :
i l’hai, it l’has, a l’ha, i l’oma, i l'eve, a l’han

Verb cantar :
i canto, it cante, a canta, i cantoma, i cante, a canto
Verb llegir :
i leso, it lese, a les, i lesoma, i lese, a leso
Verb florir :
i fiorisso, it fiorisse, a fioris, i fiorissoma, i fiorisse, a
fiorisso
Qualques altres formes verbals :
vas : it vas, dones : it das, cantaves : it cantave; cantaràs :
it cantràs; vols : it veule, pots : it peule, saps : it sas, deien : a disìo, ha saltat : a l’ha sautà
el piemontès occidental presenta a la primera persona singular dels verbs en -ar la desinència en -ai, en comptes de -eu.
- Persisteix en el piemontès de la zona de Coni (Cuneo), la desinència sigmàtica llatina, així com en el friulà (-S) de la segona persona singular verbal, que en canvi cau en italià:
  - en la desinència de la segona persona singular del present indicatiu en elsi auxiliars i en els verbs irregulars: it ses; it vas; it l'has; it sas.
  - en la desinència de la segona persona singular del futur de tots els verbs: it cantràs; it sernràs...
  - en la desinència de la segona persona singular de cada mode i temps en la construcció de la forma interrogativa amb el relatiu pronom: càntës-to?; fas-to?; parlàvës-to?...
- La negació es posa després del verb o l'auxiliar: i mangio nen; i l'hai nen mangià.
- es prefereix posat el mode finit del verb (forma explicita) en lloc de l'infinit: sé che escric malament = i sai ch'i scrivo mal.
- Existeix un imperatiu negatiu (absent en italià, on s'usa la forma infinita) Fa pà lolì! (No facis pas això!)
- S'empren sovint els infinits substantivats en lloc del substantiu italianitzat és: el batec del cor = ël bate dël cheur; una bella parla(da) = un bel parlé; un anar sostingut = un bel andé.
- Les formes italianes “soc jo, ets tu...” es transformen en “a l'é mi, a l'é ti...”. Ex: soc jo que l'he comprat = a l'é mi ch'i l'hai catalo.
- En lloc del participi present (que no existeix) i del gerundi, per evidenciar la continuïtat de l'acció, se sol usar l'expressió “esse ‘n camin che...”. ex.: on estàs anant? = Anté ch'it ses an camin ch'it vas? el sol morent sobre el riu = ël sol an camin ch'a meuir an sël fium.
- Quan el futur és ja evidenciat per un complement de tempo el verb resta al present: doman i rivo = domà arribaré.
- en piemontès el temps verbal que en italià correspon al passat perifràstic va desaparèixer de l'ús a la fi del segle disset. S'empra al seu lloc el perfet: fa una setmana vaig anar es tradueix na sman-a fa i son andàit. Al límit si es tracta de temps molt llunyans s'utilitza el plusquamperfet : se'n va anar fa deu anys  esdevé A l'é andasne ch'a l'é des agn. aquesta característica és tan pregona que en parlar en italià els piemontesos utilitzen molt rarament el passat perifràstic.

#### Preposicions
- La preposició articulada “el” seguida de la data o de l'època, es reemplaça amb dël: el 1783 = dël 1783; el 2002 = dël 2002.

#### articles
ël, la : el, la
ij, jë/j’ : els, les

#### pronoms personals
Mi, ti, chiel/chila, nojautre, vojautre, lor
el pronom personal posposat és una especificitat piemontesa :
(chiel) a scriv : (ell) escriu
am ëscriv : m'escriu
a l’ha scrivume : m'ha escrit
a dev ëscrivme prèst : deu escriure'm aviat
it parlo dòp : et parlo després
i l’hai vorsù parléje subit : li he volgut parlar de seguida.

## Nombres en piemontès
| Nombre | Piemontès | Nombre | Piemontès  |
| ------ | --------- | ------ | ---------- |
| 1      | un        | 30     | tranta     |
| 2      | doi       | 40     | quaranta   |
| 3      | tre       | 50     | sinquanta  |
| 4      | quatr     | 60     | sessanta   |
| 5      | sinch     | 70     | stanta     |
| 6      | ses       | 80     | otanta     |
| 7      | set       | 90     | novanta    |
| 8      | eut       | 100    | sent       |
| 9      | neuv      | 101    | sent e un  |
| 10     | des       | 200    | dosent     |
| 11     | óndes     | 300    | tërsent    |
| 12     | dódes     | 400    | quatsent   |
| 13     | tërdes    | 500    | sinchsent  |
| 14     | quatòrdes | 600    | sessent    |
| 15     | quìndes   | 700    | setsent    |
| 16     | sëddes    | 800    | eutsent    |
| 17     | disset    | 900    | neuvsent   |
| 18     | disdeut   | 1000   | mila       |
| 19     | disneuv   | 1006   | mila e ses |
| 20     | vint      |        |            |

## Alfabet
El piemontès s'escriu amb una varietat de l'alfabet llatí. Les lletres, juntament amb els seus equivalents IPA es mostren en la següent taula.
| Lletra o grafema | Fonemes  | Pronunciació en catalán |
| ---------------- | -------- | --- |
| A, a             | /a/ /ɑ/  | (a) En posició tònica i també oberta.                                                                                          |
| B, b             | /b/      | (b) |
| C, c             | /k/ /t͡ʃ/ | Davant de (a, o, u) igual que en català. davant de (e, i) (tx), per formar el fonema (tx) davant de (a, o) s'utilitza una (i). |
| CH, ch           | /k/      | (ch) S'utilitza per representar el fonema /k/ davant de (e, i) pronunciat en català (que, qui).                                |
| D, d             | /d/      | (d) |
| E, e             | /e/      | (e) En posició tancada. |
| È, è             | /ɛ/      | (e) Oberta. |
| Ë, ë             | /ə/      | (a, e) En posició àtona. |
| EU, eu           | /ø/      | Com (eu) en francès. |
| F, f             | /f/      | (f) |
| G, g             | /g/ /ʒ/  | Igual que en català, depenent de la posició de la lletra.                                                                      |
| GH, gh           | /g/      | (gh) S'utilitza per representar el fonema /g/ davant de (e, i).                                                                |
| GN, gn           | /ɲ/      | (ny) |
| GLI, gli         | /ʎ/      | (ll) |
| H, h             | —        | Igual que en català, no es pronuncia.                                                                                          |
| I, i             | /i/      | (i) |
| J, j             | /j/      | Com la (y) en castellà. |
| L, l             | /l/      | (l) |
| M, m             | /m/      | (m) |
| N, n             | /n/ /ŋ/  | (n) |
| O, o             | /u/ /ʊ/  | (u) |
| Ò, ò             | /ɔ/      | (o) Oberta. |
| P, p             | /p/      | (p) |
| Q, q             | /k/      | (q) |
| R, r             | /r/ /ɺ/  | (r) Com en catalá o també la (r) en anglès.                                                                                    |
| S, s             | /s/ /z/  | (s) |
| S-C, s-c         | /s-t͡ʃ/   | (stx) |
| T, t             | /t/      | (t) |
| U, u             | /y/      | Com la (u) en francès. |
| V, v             | /v/ /w/  | (v) En alguns casos es pronuncia (u).                                                                                          |
| Z, z             | /z/      | (z) |

## Similituds lèxiques entre el piemontès i el francès i les seves diferències amb l'italià
El piemontès en contrast de l'italià estàndard té un gran nombre de paraules compartides amb el francès i les altres llengües gal·loitàlic que el fan molt diferent d'aquest últim. Moltes d'aquestes paraules són manlleus lingüístics presos del germànic o el cèltic que van substituir algunes paraules llatines comunes o paraules llatines heretades d'arrels diferents o amb diferents significats.
| Piamontès   | Francès     | Italià                | Català            |
| ----------- | ----------- | --------------------- | ----------------- |
| Alman       | allemand    | tedesco               | alemany           |
| Abimé       | abîmer      | somergere             | abismar           |
| Acablé      | accabler    | sopraffare            | aclaparar         |
| Agassé      | agacer      | istigare              | instigar          |
| Adrëssa     | adresse     | indirizzo             | adreça            |
| Amusé       | amuser      | divertire             | divertir          |
| Anlié       | enlier      | annodare              | embolicar         |
| Anlevé      | enlever     | togliere              | treure            |
| Anviron     | environ     | circa                 | uns               |
| Antamné     | entamer     | incominciare          | començar          |
| Anvìa       | envie       | voglia                | desig             |
| Anzolivé    | enjoliver   | abbellire             | embellir          |
| Apress      | après       | dopo                  | després           |
| Arcroché    | raccrocher  | riattaccare           | recollir          |
| Arpossé     | repousser   | respingere            | reposar           |
| Arlev       | relève      | ricambio              | relleu            |
| Arsòrt      | ressort     | molla                 | ressort           |
| Articiòch   | artichaut   | carciofo              | carxofa           |
| Arvërsé     | renverser   | ribaltare             | vessar            |
| Arzan       | argent      | contanti              | efectiu           |
| Asar        | hasard      | casuale               | atzar             |
| Atrapé      | attraper    | acchiappare           | atrapar           |
| Assè        | assez       | abbastanza            | suficient         |
| Assiëtta    | assiette    | piatto                | plat              |
| Avion       | avion       | aereo                 | avió              |
| Badiné      | badiner     | scherzare             | fer riure         |
| Bëcheria    | boucherie   | macelleria            | carnisseria       |
| Bërgé       | berger      | pastore               | pastor            |
| Betisa      | bétise      | stupidaggine          | estupidesa        |
| Biso        | bijou       | gioiello              | joia              |
| Blaga       | blague      | scherzo               | broma             |
| But         | but         | scopo                 | propòsit          |
| Boita       | boîte       | scatola               | caixa             |
| Bochèt      | bouquet     | mazzo                 | ram               |
| Bodé        | bouder      | fare il broncio       | emmurriar         |
| Bocla       | boucle      | fibbia                | bucle             |
| Brisé       | briser      | frantumare            | destrossar        |
| Brodé       | broder      | ricamare              | brodar            |
| Bogé        | bouger      | muovere               | moure             |
| Bonet       | bonnet      | cappello              | barret            |
| Boneur      | bonheur     | felicità              | felicitat         |
| Bolversé    | bouleverser | disturbare            | pertorbar         |
| Bosson      | bouchon     | sughero               | suro              |
| Bòt         | pot         | barattolo             | pot               |
| Brichét     | briquet     | accendino             | encenedor         |
| Busson      | buisson     | cespuglio             | arbust            |
| Cacet       | cachet      | sigillo               | segell            |
| Cassé       | casser      | rompere               | trencar           |
| Campé       | camper      | buttare               | acampar           |
| Cambrada    | camarade    | compagno              | camarada          |
| Cadò        | cadeau      | regalo                | regal             |
| Caté        | acheter     | comprare              | comprar           |
| Chité       | quitter     | lasciare              | abandonar         |
| Cicané      | chicaner    | cavillare             | discutir          |
| Ciòca       | cloche      | campana               | campana           |
| Clavié      | clavier     | tastiera              | teclat            |
| Còfo        | coffre      | forziere              | cofre             |
| Cocómber    | concombre   | cetriolo              | cohombre          |
| Còrbeila    | corbeille   | cesto                 | cistella          |
| Cogé        | coucher     | coricare              | ficar             |
| Coefeur     | coiffeur    | parrucchiere          | perruquer         |
| Coclicò     | coquelicot  | papavero              | rosella           |
| Corèja      | courroie    | cinghia               | cinturó           |
| Cotin       | cotillon    | gonna                 | cotilló           |
| Crajon      | crayon      | matita                | craió             |
| Cress       | crèche      | asilo nido            | bressol           |
| Cròch       | crochet     | uncino                | ganxo             |
| Complenta   | complainte  | lamento               | lament            |
| Darmage     | dommage     | danno                 | dany              |
| Dariera     | dernière    | ultima                | darrera           |
| Dërota      | déroute     | sconfitta             | derrota           |
| Dëscroché   | décrocher   | sganciare             | desenganxar       |
| Dësrangé    | déranger    | infastidire           | molestar          |
| Dësagreàbil | désagréable | spiacevole            | desagradable      |
| Decopé      | decouper    | ritagliare            | agafar            |
| Defrajé     | défrayer    | scontare              | sufragar          |
| Deghisé     | déguiser    | mascherare            | disfressar        |
| Delabré     | délabrer    | rovinare              | arruïnar          |
| Dont        | dont        | di cui/del quale      | dels quals        |
| Dossié      | dossier     | cartella              | carpeta           |
| Dressé      | dresser     | predisporre           | dreçar            |
| Dròlo       | drôle       | divertente/strano     | divertit/estrany  |
| Drapò       | drapeau     | bandiera              | bandera           |
| Eclaté      | éclater     | scoppiare             | esclatar          |
| Fat         | fade        | insipido              | insípid           |
| Fasson      | façon       | modo                  | de manera         |
| Flaté       | flatter     | adulare               | afalagar          |
| Flambò      | flambeau    | torcia                | torxa             |
| Frapé       | frapper     | colpire               | golpear           |
| Fronsì      | froncer     | increspare            | fruncir           |
| Forura      | foururre    | coperchio             | forratge          |
| Folar       | foulard     | sciarpa               | bufanda           |
| Fòta        | faute       | errore                | error             |
| Fusëtta     | fusée       | missile               | míssil            |
| Gagi        | gage        | pegno                 | promesa           |
| Gagiura     | gageure     | sfida                 | desafiament       |
| Gasojé      | gazouiller  | cinguettare           | balbotejar        |
| Gliss       | glissant    | scivoloso             | corredís          |
| Goté        | goutter     | schizare              | gotejar           |
| Gravé       | graver      | incidire              | gravar            |
| Grimassa    | grimace     | smorfia               | ganyota           |
| Grisonant   | grisonnant  | brizzolato            | grisenc           |
| Grossé      | grossier    | sgarbato              | gruix             |
| Lapìn       | lapin       | coniglio              | conill            |
| Lingeria    | lingerie    | biancheria            | llenceria         |
| Lésa        | luge        | slitta                | trinei            |
| Madama      | madame      | signora               | senyora           |
| Mala        | malle       | valigia               | tronc             |
| Maleur      | malheur     | sfortunato            | malaurat          |
| Machijagi   | maquillage  | trucco                | maquillatge       |
| Marié       | marier      | sposare               | casar-se          |
| Mariage     | mariage     | matrimonio            | matrimoni         |
| Menage      | ménage      | pulizia               | neteja            |
| Mat         | mat         | albero                | màstil            |
| Matlòt      | matelot     | marinaio              | mariner           |
| Mersi       | merci       | grazie                | gràcies           |
| Meprisé     | mépriser    | screditare            | menysprear        |
| Mësson      | moisson     | raccolto              | collita           |
| Mëssoné     | moissonner  | raccoltare            | collir            |
| Meison      | maison      | casa                  | casa              |
| Mefiant     | méfiant     | diffidente            | desconfiat        |
| Mercandisa  | marchandise | merce                 | mercaderia        |
| Midem       | même        | stesso                | mateix            |
| Minusié     | menuisier   | falegname             | fuster            |
| Mitoné      | mitonner    | cuocere a fuoco lento | cuinar a foc lent |
| Miraj       | miroir      | specchio              | mirall            |
| Min-a       | mine        | aspetto               | aspecte           |
| Mignon      | mignon      | carino                | bonic             |
| Mucioar     | mouchoir    | fazzoletto            | mocador           |
| Monsù       | monsieur    | signore               | senyor            |
| Monté       | monter      | salire                | muntar            |
| Mossé       | mousser     | schiumare             | escumar           |
| Nuansa      | nuance      | sfumatura             | matís             |
| Netié       | nettoyer    | pulire                | netejar           |
| Parpajon    | papillon    | farfalla              | papallona         |
| Partagé     | partager    | condividere           | compartir         |
| Parèj       | pareil      | così                  | així              |
| Papé        | papier      | carta                 | paper             |
| Pariura     | pari        | scommessa             | aposta            |
| Paja        | paille      | cannuccia             | palla             |
| Pendin      | pendentif   | ciondolo              | penjant           |
| Pia         | pie         | gazza ladra           | garsa             |
| Piòta       | patte       | zampa                 | pota              |
| Pivò        | pivot       | perno                 | pivot             |
| Planeur     | planeur     | aliante               | planador          |
| Plenta      | plainte     | querela               | queixa            |
| Poma        | pomme       | mela                  | poma              |
| Possé       | pousser     | spingere              | pujar             |
| Pròpe       | proche      | vicino                | proper            |
| Ordinator   | ordinateur  | computer              | ordinador         |
| Orijé       | oreiller    | cuscino               | coixí             |
| Orassi      | orage       | temporale             | tempesta          |
| Rainura     | rainure     | scanalatura           | ranura            |
| Rangé       | arranger    | aggiustare            | arreglar          |
| Ramassé     | ramasser    | raccogliere           | amassar           |
| Ravin       | ravin       | burrone               | barranc           |
| Regreté     | regreter    | dispiacere            | desagrair         |
| Rèid        | raide       | blando                | rígid             |
| Ridò        | rideau      | tenda                 | cortina           |
| Rua         | rue         | via                   | carrer            |
| Rusà        | rusé        | astuto                | astut             |
| Sabòt       | sabot       | zoccolo               | peülla            |
| Sandrié     | cendrier    | portacenere           | cendrer           |
| Safeur      | chauffeur   | autista               | xofer             |
| Sagrin      | chagrin     | doloroso              | penós             |
| Sapin       | sapin       | abete                 | àbet              |
| Scrassé     | cracher     | sputare               | escopir           |
| Sesì        | saisir      | afferrare             | aferrar           |
| Sesia       | saisie      | confisca              | embargament       |
| Signé       | signer      | firmare               | signar            |
| Siflé       | siffler     | fischiare             | xiflar            |
| Sivera      | civière     | barella               | llitera           |
| Sitron      | citron      | limone                | llimona           |
| Salòp       | sale        | sporco                | brut              |
| Spurì       | pourri      | marcio                | podrit            |
| Soagné      | soigner     | curare                | curar             |
| Seurté      | sortir      | uscire                | sortir            |
| Sèler       | celeri      | sedano                | api               |
| Strop       | troupeau    | gregge                | ramat             |
| Stagera     | étagère     | scaffale              | prestatge         |
| Sombr       | sombre      | scuro                 | ombra             |
| Travajé     | travailler  | lavorare              | traballar         |
| Tricoté     | tricoter    | tessere               | teixir            |
| Tombé       | tomber      | cadere                | tombar            |
| Tomàtica    | tomate      | pomodoro              | tomàquet          |
| Utiss       | outil       | attrezzo              | eina              |
| Vajant      | vaillant    | valoroso              | valent            |
| Visagi      | visage      | faccia                | cara              |
| Zibié       | gibier      | selvaggina            | presa             |

## Piemontès a la xarxa
La presència del piemontès a la xarxa és encara reduïda. Un dels portals escrits en aquesta llengua és I-iter Arxivat 2012-07-05 a Wayback Machine..